# Charles Bacon
Charles Joseph Bacon, Jr. (Nova Iorque, 9 de janeiro de 1885 - Fort Lauderdale, 15 de novembro de 1968) foi um atleta e campeão olímpico norte-americano.
Atleta eclético, disputava provas de velocidade, com barreiras e de meio fundo. Em St. Louis 1904, disputou os 1500 m e nos Jogos não-oficiais de Atenas 1906 disputou os 400 e os 800 m, sem conseguir medalhar em nenhuma dessas ocasiões. Foi nos 400 m c/ barreiras que conseguiu seus maiores triunfos.
Um mês e meio antes dos Jogos de Londres 1908, Bacon estabeleceu um recorde mundial não-oficial para esta prova (55s8), numa competição classificatória na Filadélfia. Em Londres, ele ganhou a medalha de ouro na prova, com a marca de 55s0, a primeira reconhecida pela Federação Internacional de Atletismo, tornando-se o primeiro recordista mundial dela.